# Diecezja Ferns
Diecezja Ferns (ang. Diocese of Ferns, irl. Deoise Fhearna, łac. Dioecesis Fernensis) – diecezja Kościoła katolickiego w Irlandii we wschodniej części Irlandii, w metropolii dublińskiej. W przełożeniu na świecki podział administracyjny, obejmuje większość hrabstwa Wexford oraz część hrabstwa Wicklow. Została ustanowiona w VII wieku.